# Owen Matimbou
Owen Césaire Matimbou (Parigi, 19 giugno 2002) è un calciatore congolese (Repubblica del Congo), portiere dell'Orléans e della nazionale congolese.

## Carriera

### Club
Matimbou è cresciuto nel settore giovanile dell'Orléans, con cui ha debuttato il 18 novembre 2023 nell'incontro di Coppa di Francia vinto 4-0 contro il Lavernose Lherm.

### Nazionale
Il 25 marzo 2024 ha debuttato con la nazionale congolese nell'incontro amichevole pareggiato 1-1 contro il Gabon.

## Statistiche

### Presenze e reti nei club
Statistiche aggiornate al 11 giugno 2024.
| Stagione        | Squadra         | Campionato      | Campionato | Campionato | Coppe nazionali | Coppe nazionali | Coppe nazionali | Coppe continentali | Coppe continentali | Coppe continentali | Altre coppe | Altre coppe | Altre coppe | Totale | Totale | Totale |
| Stagione        | Squadra         | Comp            | Pres       | Reti       | Comp            | Pres            | Reti            | Comp               | Pres               | Reti               | Comp        | Pres        | Reti        | Pres   | Reti   |        |
| --------------- | --------------- | --------------- | ---------- | ---------- | --------------- | --------------- | --------------- | ------------------ | ------------------ | ------------------ | ----------- | ----------- | ----------- | ------ | ------ | ------ |
| 2021-2022       | Orléans 2       | N3              | 18         | -22        |                 | -               | -               |                    | -                  | -                  |             | -           | -           | 18     | -22    |        |
| 2022-2023       | Orléans 2       | N3              | 17         | -13        |                 | -               | -               |                    | -                  | -                  |             | -           | -           | 17     | -13    |        |
| 2023-2024       | Orléans 2       | N3              | 9          | -5         |                 | -               | -               |                    | -                  | -                  |             | -           | -           | 9      | -5     |        |
| 2023-2024       | Orléans         | N1              | 3          | -3         | CF              | 4               | -6              |                    | -                  | -                  |             | -           | -           | 7      | -9     |        |
| Totale carriera | Totale carriera | Totale carriera | 47         | -43        |                 | 4               | -6              |                    | -                  | -                  |             | -           | -           | 51     | -49    |        |

### Cronologia presenze e reti in nazionale
| Cronologia completa delle presenze e delle reti in nazionale ― Rep. del Congo | Cronologia completa delle presenze e delle reti in nazionale ― Rep. del Congo | Cronologia completa delle presenze e delle reti in nazionale ― Rep. del Congo | Cronologia completa delle presenze e delle reti in nazionale ― Rep. del Congo | Cronologia completa delle presenze e delle reti in nazionale ― Rep. del Congo | Cronologia completa delle presenze e delle reti in nazionale ― Rep. del Congo | Cronologia completa delle presenze e delle reti in nazionale ― Rep. del Congo | Cronologia completa delle presenze e delle reti in nazionale ― Rep. del Congo |
| Data                                                                          | Città                                                                         | In casa                                                                       | Risultato                                                                     | Ospiti                                                                        | Competizione                                                                  | Reti                                                                          | Note                                                                          |
| ----------------------------------------------------------------------------- | ----------------------------------------------------------------------------- | ----------------------------------------------------------------------------- | ----------------------------------------------------------------------------- | ----------------------------------------------------------------------------- | ----------------------------------------------------------------------------- | ----------------------------------------------------------------------------- | ----------------------------------------------------------------------------- |
| 25-3-2024                                                                     | Chambly                                                                       | Gabon                                                                         | 1 – 1                                                                         | Rep. del Congo                                                                | Amichevole                                                                    | -1                                                                            |                                                                               |
| 11-6-2024                                                                     | Agadir                                                                        | Marocco                                                                       | 6 – 0                                                                         | Rep. del Congo                                                                | Qual. Mondiali 2026                                                           | -6                                                                            |                                                                               |
| Totale                                                                        |                                                                               | Presenze                                                                      | 2                                                                             |                                                                               | Reti                                                                          | -7                                                                            |                                                                               |